# Sart (Jalhay)
Sart, ook wel Sart-lez-Spa genoemd, is een plaats en deelgemeente van de Belgische gemeente Jalhay. Sart ligt in de provincie Luik en was tot 1 januari 1977 een zelfstandige gemeente. In de buurt loopt de rivier de Hoëgne, een bijrivier van de Vesder.

## Demografische ontwikkeling
- Bronnen:NIS, Opm:1831 tot en met 1970=volkstellingen

## Bezienswaardigheden
In Sart ligt de Vallei van de Hoëgne, een Natura 2000-gebied langs de Hoëgne. Men treft hier 56 soorten levermossen en 83 soorten bladmossen aan.